# Ігл-Лейк (Техас)
Ігл-Лейк (англ. Eagle Lake) — місто (англ. city) в США, в окрузі Колорадо штату Техас. Населення — 3442 особи (2020).

## Географія
Ігл-Лейк розташований за координатами 29°35′14″ пн. ш. 96°19′43″ зх. д. / 29.58722° пн. ш. 96.32861° зх. д. (29.587326, -96.328579).  За даними Бюро перепису населення США в 2010 році місто мало площу 7,23 км², з яких 7,21 км² — суходіл та 0,01 км² — водойми. В 2017 році площа становила 7,61 км², з яких 7,59 км² — суходіл та 0,02 км² — водойми.

## Демографія
Згідно з переписом 2010 року, у місті мешкало 3639 осіб у 1289 домогосподарствах у складі 914 родин. Густота населення становила 504 особи/км².  Було 1517 помешкань (210/км²).
Расовий склад населення:
| - 58,1 % — білих - 22,7 % — чорних або афроамериканців - 1,1 % — корінних американців - 0,1 % — вихідців з тихоокеанських островів - 0,1 % — азіатів - 14,8 % — осіб інших рас |

До двох чи більше рас належало 3,2 %. Частка іспаномовних становила 54,7 % від усіх жителів.
За віковим діапазоном населення розподілялося таким чином: 29,7 % — особи молодші 18 років, 57,2 % — особи у віці 18—64 років, 13,1 % — особи у віці 65 років та старші. Медіана віку мешканця становила 34,4 року. На 100 осіб жіночої статі у місті припадало 99,8 чоловіків;  на 100 жінок у віці від 18 років та старших — 95,1 чоловіків також старших 18 років.
Середній дохід на одне домашнє господарство  становив 54 621 долар США (медіана — 40 227), а середній дохід на одну сім'ю — 59 201 долар (медіана — 46 548). За межею бідності перебувало 26,8 % осіб, у тому числі 38,5 % дітей у віці до 18 років та 12,9 % осіб у віці 65 років та старших.
Цивільне працевлаштоване населення становило 1547 осіб. Основні галузі зайнятості: освіта, охорона здоров'я та соціальна допомога — 21,2 %, роздрібна торгівля — 12,3 %, сільське господарство, лісництво, риболовля — 11,8 %.